# Zbęchy-Pole
Zbęchy-Pole (prononciation : [ˈzbɛ̃xɨ ˈpɔlɛ]) est un village polonais de la gmina de Krzywiń dans le powiat de Kościan de la voïvodie de Grande-Pologne dans le centre-ouest de la Pologne.
Il se situe à environ 6 kilomètres au nord-est de Krzywiń (siège de la gmina), à 20 kilomètres au sud-est de Kościan (siège du powiat) et à 44 kilomètres au sud de Poznań (capitale régionale).
Le village possédait une population de 191 habitants en 2011.

## Histoire
De 1975 à 1998, le village faisait partie du territoire de la voïvodie de Leszno.

Depuis 1999, Zbęchy-Pole est situé dans la voïvodie de Grande-Pologne.